# Union (Virgínia Ocidental)
Union é uma cidade  localizada no estado norte-americano de Virgínia Ocidental, no Condado de Monroe.

## Demografia
Segundo o censo norte-americano de 2000, a sua população era de 548 habitantes.
Em 2006, foi estimada uma população de 551, um aumento de 3 (0.5%).

## Geografia
De acordo com o United States Census Bureau tem uma área de
1,2 km², dos quais 1,2 km² cobertos por terra e 0,0 km² cobertos por água. Union localiza-se a aproximadamente 882 m acima do nível do mar.

## Localidades na vizinhança
O diagrama seguinte representa as localidades num raio de 32 km ao redor de Union.